# Aeroport de Pleiku

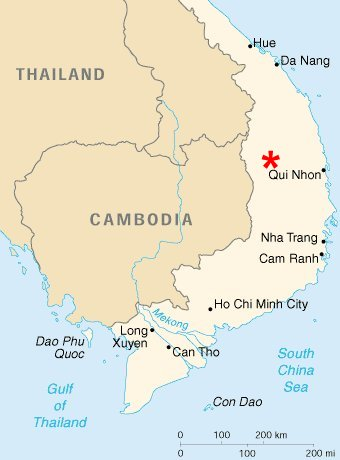
Mapa amb la ubicació de L'aeroport de Pleiku.

L'Aeroport de Pleiku (Cảng hàng không Pleiku, Sân bay Pleiku) és un aeroport de Pleiku, al Vietnam, situat a 12 km al nord-est de Ciutat Pleiku, Gia Lai.

## Aerolínies
- Vietnam Airlines (Ciutat Ho Chi Minh, Hanoi, Da Nang)